# حيدر (اسم)
أصل أسم حَيْدَر عربي، اسم علم مذكر عربي، ومعناه: الأسد، الجميل، السمين. يكثر هذا الاسم بين طائفة الشيعة الإمامية لأنه اسم الإمام علي بن أبي طالب ولقد سمته به أمُّه حين ولدته، وكان أبوهُ أبو طالب غائبًا، وحين عاد سمَّاه عليًّا، فصار له اسمان. وحيدر وحيدرة واحد، وربما كانت التاء للمبالغة.

## الشخصيات
- حيدر العبادي، رئيس الوزراء العراقي سابقًا.
- حيدر عبد الحق، مذيع عراقي في قناة الجزيرة.
- حيدر علييف، رئيس أذربيجان سابقًا.
- حيدر عبد الشافي، طبيب وسياسي فلسطيني.
- حيدر أبو بكر العطاس، آخر رئيس لجمهورية اليمن الديموقراطية.
- الشيخ حيدر والد إسماعيل الصفوي مؤسس الدولة الصفوية .
- حيدر الصدر مرجع شيعي عراقي .
- حيدر البياتي رادود شيعي عراقي من النجف الأشرف.
- حيدر الغديِّر أديب وشاعر سوري، سعودي الجنسية.
- حيدر محمود (شاعر أردني).
- حيدر عبد ثامر ممثل ومقدم برامج عراقي .
- حيدر عبد الأمير لاعب كرة قدم عراقي .
- حيدر علي سياسي هندي .
- حيدر آل فردان لاعب كرة قدم سعودي.
- حيدر أحمد دفع الله رئيس القضاء السوداني السابق.
- حيدر ألو علي لاعب كرة قدم إماراتي.
- حيدر الآملي متصوف فيلسوف شيعي.
- حيدر الثنيان لاعب كرة قدم سعودي.
- حيدر الجيزاني لاعب كرة قدم سعودي.
- حيدر الحلي شاعر عراقي.
- حيدر الحسني الكاظمي رجل دين شيعي عراقي.
- حيدر الحرفوشي أحد أمراء حرفوشة في بعلبك.
- حيدر الرشيد لاعب جوجيتسو اردني.
- حيدر الزاملي سياسي عراقي.
- حيدر السويدي لغوي وسياسي عراقي.
- حيدر العامري لاعب كرة قدم سعودي.
- حيدر العامر لاعب كرة قدم سعودي.
- حيدر العبيدي لاعب كرة قدم سعودي.
- حيدر العبد الله شاعر سعودي.
- حيدر العمر اول محرج سينمائي في العراق.
- حيدر العكيلي لاعب رياضي بالارمي في العراق.
- حيدر العلي عالم بيئة سنغالي.
- حيدر الكزبري سياسي وعسكري سوري.
- حيدر الملا سياسي عراقي.
- حيدر الهبيلي قائد وعسكري وسياسي يمني.
- حيدر اليعقوبي مرجع شيعي عراقي.
- حيدر باش سياسي تركي.
- حيدر بن عثمان الحجار طبيب سعودي.
- حيدر بن أحمد الشهابي مؤرخ عثماني لبناني.
- الأفشين حيدر بن كاوس احد قادة جيش المعتصم بالله.
- حيدر بن محمد بن نعيم السمرقندي أحد رواة الأحاديث عند الشيعة.
- حيدر جواد كاظم سياسي عراقي.
- حيدر جمال شاعر روسي.
- حيدر جبار لاعب كرة قدم عراقي دولي.
- حيدر حيدر كاتب وروائي سوري.
- حيدر حب الله استاذ دراسات عليا لبناني.
- حيدر حسن مقاتل فنون قتالية أمريكي.
- حيدر خان خان لرستان.
- حيدر رعد لاعب كرة قدم عراقي.
- حيدر زمان خان سياسي باكستاني.
- حيدر زاده محمد باشا والي مصر في عهد الدولة العثمانية.
- حيدر سعيد إسماعيل سياسي عراقي.
- حيدر شياع البراك سفير دبلوماسي عراقي.
- حيدر ششو قائد عسكري يزيدي عراقي.
- حيدر صباح لاعب كرة قدم عراقي.
- حيدر صبحي عفات سياسي عراقي .
- حيدر طوقان
- حيدر عبد الكاظم نعيمة سباهي سياسي عراقي.
- حيدر عبودي لاعب كرة قدم عراقي.
- حيدر عبد الرزاق لاعب كرة قدم عراقي.
- حيدر عبيد لاعب كرة قدم عراقي.
- حيدر عبد الجبار لاعب كرة قدم عراقي.
- حيدر علي (ممثل)ممثل هندي .
- حيدر علي (ملاكم) ملاكم بريطاني.
- حيدر علي الفيض آبادي رجل دين سني هندي.
- حيدر علي ناجي العزي باحث وتربوي ومؤرخ يمني.
- حيدر علييف الابن ابن رئيس أذربيجان.
- حيدر غالب فنان تشكيلي يمني.
- حيدر غيراي القرمي حاكم خانية القرم.
- حيدر فكري مغني سعودي.
- حيدر كياني لاعب كريكت فلبيني.
- حيدر كفوف ممثل اردني.
- حيدر لازم لاعب جودو عراقي.
- حيدر لطيفيان ثوري وسياسي إيراني.
- حيدر مالك مسؤول حكومي كشميري.
- حيدر محمود (لاعب كرة قدم) عراقي.
- حيدر مراد اقتصادي اردني.
- حيدر مرتضى عالم دين شيعي لبناني.
- حيدر مردم بك دبلوماسي سوري.
- حيدر مصلحي سياسي ايراني.
- حيدر منعثر ممثل ومخرج عراقي.
- حيدر ميرزا شاهزادة من سلالة الصفويين.
- حيدر ناشر عالم اسلامي اندونيسي.
- حيدر نجف حسينوف فيلسوف إيراني.
- حيدر نجم لاعب كرة قدم عراقي.
- حيدر ناصر منافس العاب قوى.
- حيدر نوزاد مجدف عراقي.
- حيدر هادي سياسي عراقي.
- حيدر يلماز لاعب كرة قدم تركي.
- حيدر يازجي فنان تشكيلي سوري.
- حيدر يغما شاعر ايراني.
- حيدرة المؤتمن مسؤول فاطمي.
- حيدرة الكواملة رافع أثقال اردني.
- حيدرة بن دوغان بن هبة امير المدينة المنورة.
- أبو الحسن الزندوردي فقيه ظاهري.